# الدوري الجنوبي لكرة القدم 1973–74
الدوري الجنوبي لكرة القدم 1973–74 (بالإنجليزية: 1973–74 Southern Football League)‏ هو موسم من الدوري الجنوبي الممتاز، الذي يعد أعلى دوري كرة قدم في جمهورية أيرلندا، فاز فيه نادي دارتفورد.